# Northrop Grumman MQ-8

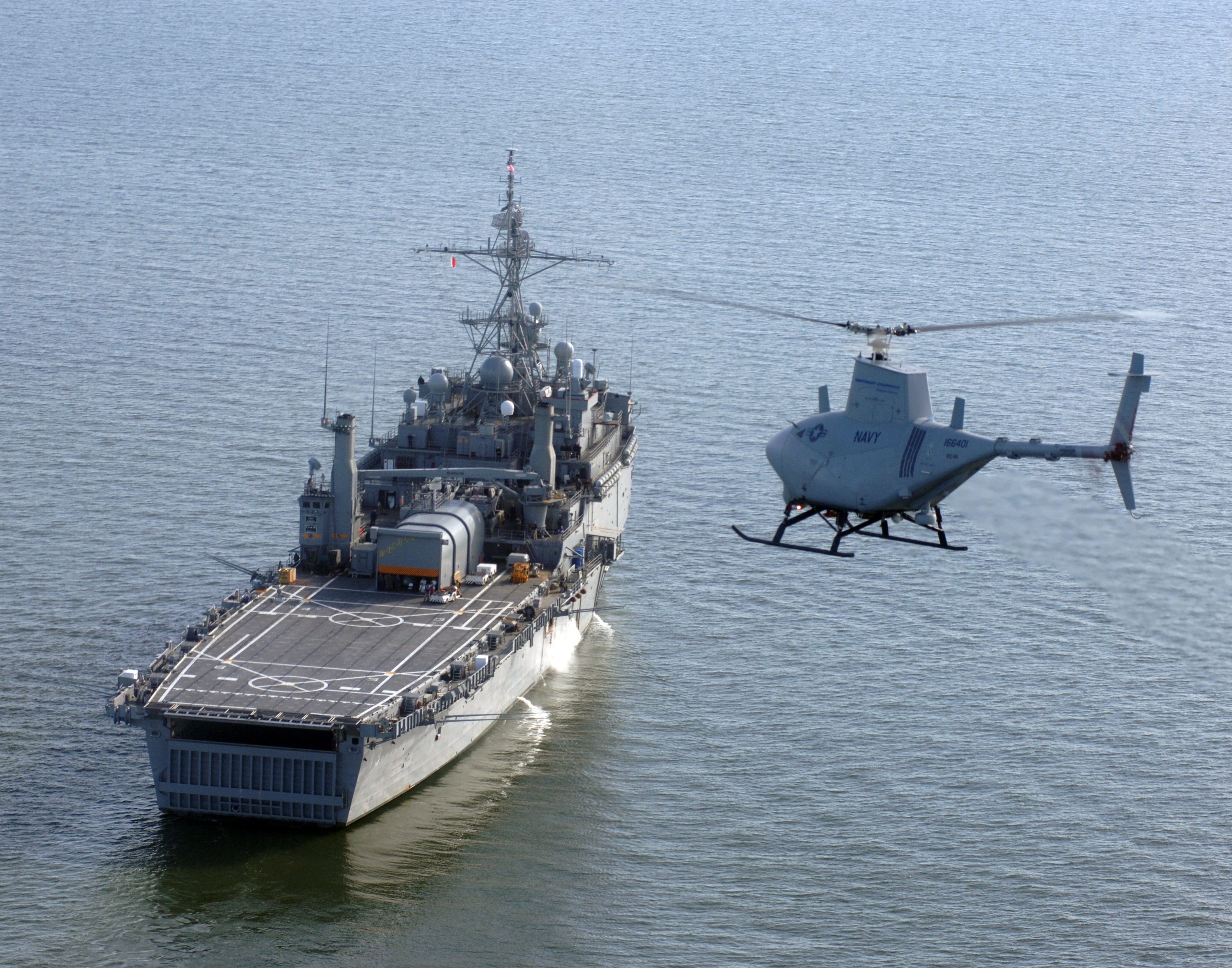
MQ-8B im Anflug auf USS Nashville (LPD-13)

Die Northrop Grumman MQ-8 Fire Scout ist ein unbemannter Vierblatthubschrauber, der in Rancho Bernardo in Kalifornien für die Streitkräfte der Vereinigten Staaten entwickelt wird. Northrop Grumman entwickelte die Fire Scout, um der United States Navy (USN) und dem United States Marine Corps zusätzliche Aufklärungs- und Angriffsfähigkeiten zu verleihen.
Die ursprüngliche, aus dem zivilen amerikanischen Helikopter Schweizer S-333 entwickelte Version wurde als RQ-8A bezeichnet. Eine im August 2003 weiterentwickelte Version davon, die RQ-8B, wurde von Northrop Grumman in Eigenregie entwickelt, nachdem die USN die RQ-8A abgelehnt hatte. Wegen seiner Mehrzweckfähigkeiten wurde es mittlerweile in MQ-8B umbenannt. Eine für die United States Army entwickelte Version der RQ-8B war als XM157 Class IV UAV für die Future Combat Systems vorgesehen. Nach dem Abbruch des FCS-Programms durch Verteidigungsminister Robert Gates im Jahr 2009 wurde das Projekt XM157 im Januar 2010 endgültig eingestellt. Die USN verkündete im September 2009 die erste Stationierung der MQ-8B an Bord der McInerney.

## Beschreibung
Die Drohne MQ-8B wurde so modifiziert, dass sie schnell für unterschiedliche Einsatzzwecke umgerüstet werden kann. Die momentane Sensorbestückung mit einem tag- und nachtsichtfähigen Turm und einem Laserentfernungsmesser (LEM) bleibt noch eine Option. Stattdessen kann ein Synthetic Aperture Radar oder ein SIGINT montiert werden. Die Stummelflügel dienen nicht nur als Auftriebshilfen, es können auch Waffen oder Notfallversorgung bis maximal 317 kg daran aufgehängt werden.
Der Erstflug fand am 18. Dezember 2006 in der Naval Air Station Patuxent River statt. Inzwischen plant auch die USN, die MQ-8B Drohnen auf ihren neuen Küstenschiffen (engl. Littoral Combat Ships) einzusetzen. Der Erstflug mit einer Brite Star genannten Nutzlast in Form eines Multi-Sensor-Zielerfassungssystems großer Reichweite folgte am 9. August 2008. Die endgültige Version für das Future Combat System sollte weiter gesteigerte Leistungen erbringen, darunter einen Einsatzradius von bis zu 75 Kilometern und Start- und Landefähigkeit im unwegsamen Gelände.
Am 21. Juni 2011 wurde eine von der USS Halyburton aus operierende MQ-8 über Libyen (Internationaler Militäreinsatz in Libyen 2011) abgeschossen. Sie sollte die Flugverbotszone überwachen.

## Weiterentwicklungen
Am 23. April 2012 wurde Northrop Grumman mit der Weiterentwicklung zur MQ-8C beauftragt. Als fliegende Plattform soll dabei eine Bell 407 zum Einsatz kommen, wobei Avionik und Datenlinks von der bereits existierenden B-Variante übernommen werden sollen. Die USN erhofft sich davon eine bis zu dreifache Flugzeit. Der Erstflug fand am 31. Oktober 2013 auf der Naval Base Ventura County statt.
Am 8. Juni 2012 vergab die USN einen Auftrag an die Firma Raytheon Intelligence and Information System, der die Migration der Drohnenkontrollsysteme zum Betriebssystem Linux umfasst. Zuvor hatte ein Computerviren-Befall des Systems zu Problemen geführt. Durch den Systemwechsel wird versucht die Wartungszeiten zu reduzieren und die Sicherheit der betroffenen MQ-8B-Systeme zu erhöhen. Die Navy investiert dafür über mehrere Jahre verteilt 28 Millionen US-Dollar in die Umrüstung auf Linux. Allein im Jahr 2012 waren 5 Millionen dafür vorgesehen.

## Technische Daten
| Kenngröße             | Daten der RQ-8A                            | Daten der MQ-8B                                                                       |
| --------------------- | ------------------------------------------ | ------------------------------------------------------------------------------------- |
| Rumpflänge            | 6,98 m                                     | 7,01 m                                                                                |
| Rotordurchmesser      | 8,38 m                                     | 8,38 m                                                                                |
| Höhe                  | 2,87 m                                     | 2,87 m                                                                                |
| Zuladung              | 57 kg                                      | 272 kg                                                                                |
| max. Startmasse       | ca. 1200 kg                                | 1425 kg                                                                               |
| Höchstgeschwindigkeit | 230 km/h                                   | 230 km/h                                                                              |
| Dienstgipfelhöhe      | ca. 6100 m                                 | ca. 6100 m                                                                            |
| Einsatzdauer          | 5 h                                        | 8 h                                                                                   |
| Triebwerk             | ein Rolls-Royce/Allison 250-C20W, 186,3 kW | ein Rolls-Royce/Allison 250-C20W, 253,5 kW                                            |

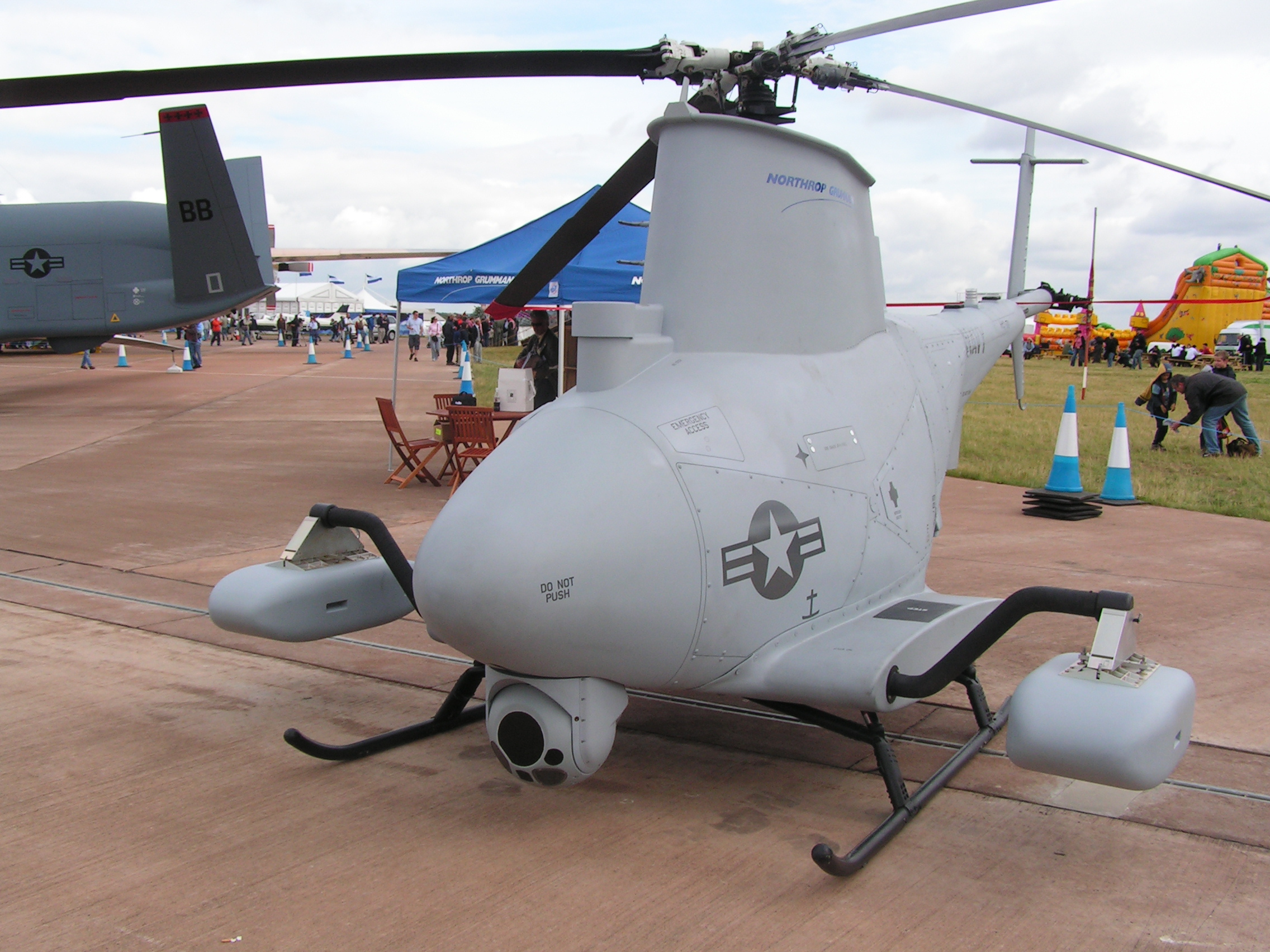
MQ-8B Fire Scout auf RIAT

| Bewaffnung            | keine                                      | - AGM-114 Hellfire (Panzerabwehrrakete) - AGM-175 Griffin (Luft-Boden-Rakete) - APKWS |